# Hrabstwo Knox (Maine)
Hrabstwo Knox (ang. Knox County) – hrabstwo w stanie Maine w Stanach Zjednoczonych. Zostało założone w 1860 roku.

## Geografia
Obszar całkowity hrabstwa obejmuje powierzchnię 1142,10 mil² (2958,03 km²). Według szacunków United States Census Bureau w roku 2009 miało 40 801 mieszkańców. Jego siedzibą administracyjną jest Rockland.

### Miasta
- Appleton
- Camden
- Cushing
- Friendship
- Hope
- Isle au Haut
- Matinicus Isle
- North Haven
- Owls Head
- Rockland
- Rockport
- St. George
- South Thomaston
- Thomaston
- Union
- Vinalhaven
- Warren
- Washington

### CDP
- Thomaston
- Camden